# أبو عمرو الدمشقي
أبو عمرو الدمشقي، أحد علماء أهل السنة والجماعة ومن أعلام التصوف السني في القرن الرابع الهجري، قال عنه أبو عبد الرحمن السلمي بأنّه: «من أجلّ مشايخ الشام، بل واحدها، عالم بعلوم الحقائق، وهو من أفتى المشايخ»، وقال عنه أبو نعيم الأصبهاني بأنه: «مُكّن في الولاية، واتّصلت له الرّعاية، كان للمكارم فاعلاً وعليها حافظاً، أعرض عن المستروحين إلى الأرواح ونظر إلى صنع مالك الأجسام والأشباح». صحب أبو عبد الله بن الجلاء، وأصحاب ذو النون المصري، وتوفي سنة 320 هـ.

## من روى عنهم ورووا عنهم
روى عن عبيد بن الحسحاس، وعمر بن عبد العزيز. وروى عنه حسين بن علي الجعفي وعبد الرحمن بن عبد اللَّه المسعودي.

## من أقواله
- التصوف رؤية الكون بعين النقص، بل غض الطرف عن كل ناقص بمشاهدة من تنزه عن كل نقص.[4]
- حَقِيقَة الْخَوْف أَلا تخَاف مَعَ الله أحداً.[1]
- خواص خصال العارفين أربعة أشياء السياسة والرياضة والحراسة والرعاية فالسياسة والرياضة ظاهران والحراسة والرعاية باطنان فبالسياسة الوصول إلى التطهير وبالرياضة الوصول إلى التحقيق والسياسة حفظ النفس ومعرفتها والرياضة مخالفة النفس ومعاداتها والحراسة معاينة بر الله في الضمائر والرعاية مراعاة حقوق المولى بالسرائر وميراث السياسة القيام على وفاء العبودية وميراث الرياضة الرضاء عند الحكم وميراث الحراسة الصفوة والمشاهدة وميراث الرعاية المحبة والهيبة ثم الوفاء متصل بالصفاء والرضا متصل بالمحبة علمه من علمه وجهله من جهله.[2]